# Thỏ đất thấp Venezuela
Thỏ đất thấp Venezuela (danh pháp hai phần: Sylvilagus varynaensis) là một loài động vật có vú trong họ Leporidae, bộ Thỏ. Loài này được Durant & Guevara mô tả năm 2001.